# Xeromelecta tibialis
Xeromelecta tibialis là một loài Hymenoptera trong họ Apidae. Loài này được Fabricius mô tả khoa học năm 1793.